# Essex, Iowa
Essex là một thành phố thuộc quận Page, tiểu bang Iowa, Hoa Kỳ. Năm 2010, dân số của thành phố này là 798 người.

## Dân số
Dân số qua các năm:
- Năm 2000: 884 người.
- Năm 2010: 798 người.